# Kruszewo (województwo warmińsko-mazurskie)
Kruszewo (niem. Krussewen, 1938–1945 Erztal) – wieś w Polsce położona w województwie warmińsko-mazurskim, w powiecie piskim, w gminie Biała Piska.
W latach 1975–1998 miejscowość administracyjnie należała do województwa suwalskiego.